# Тхоровка
Тхоро́вка (укр. Тхорівка) — село, входит в Сквирский район Киевской области Украины.
Население по переписи 2001 года составляло 856 человек. Почтовый индекс — 09050. Телефонный код — 4568. Занимает площадь 3,45 км². Код КОАТУУ — 3224087501.

## Местный совет
09050, Київська обл., Сквирський р-н, с.Тхорівка, вул.Домбеля,37